# Agroiconota judaica
Agroiconota judaica  (лат.) — вид жуков щитоносок (Cassidini) из семейства листоедов. Центральная Америка (Никарагуа, Панама, Тринидад). Южная Америка (Боливия, Бразилия, Венесуэла, Гайана, Колумбия, Парагвай, Перу, Суринам, Французская Гвиана, Эквадор). 
Форма тела уплощённая. Растительноядный вид, питается растениями семейства вьюнковые (Convolvulaceae: Ipomoea tiliacea, Merremia aegyptia, Merremia umbellata).